# 春田学院

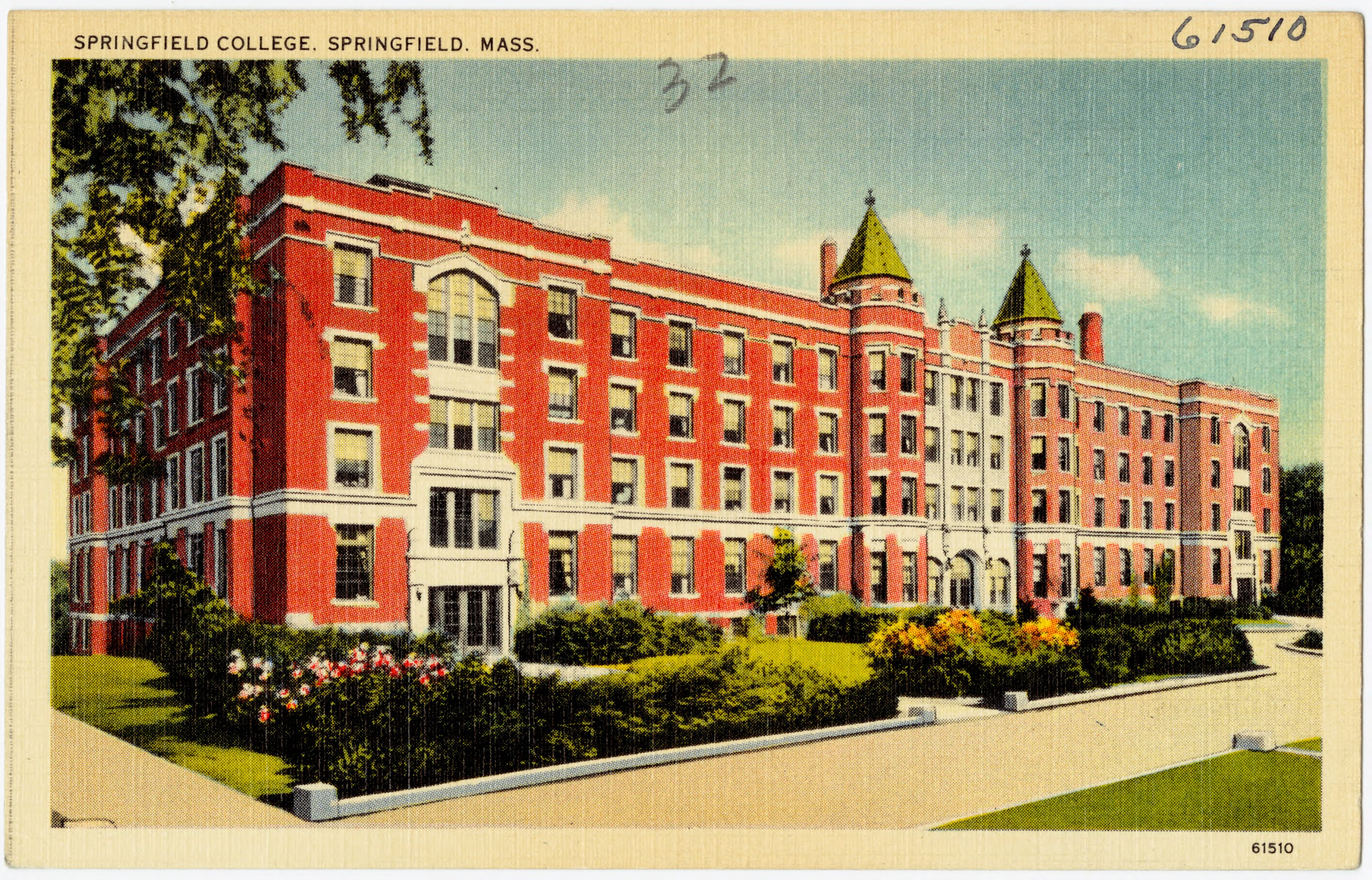
历史明信片:春田学院。

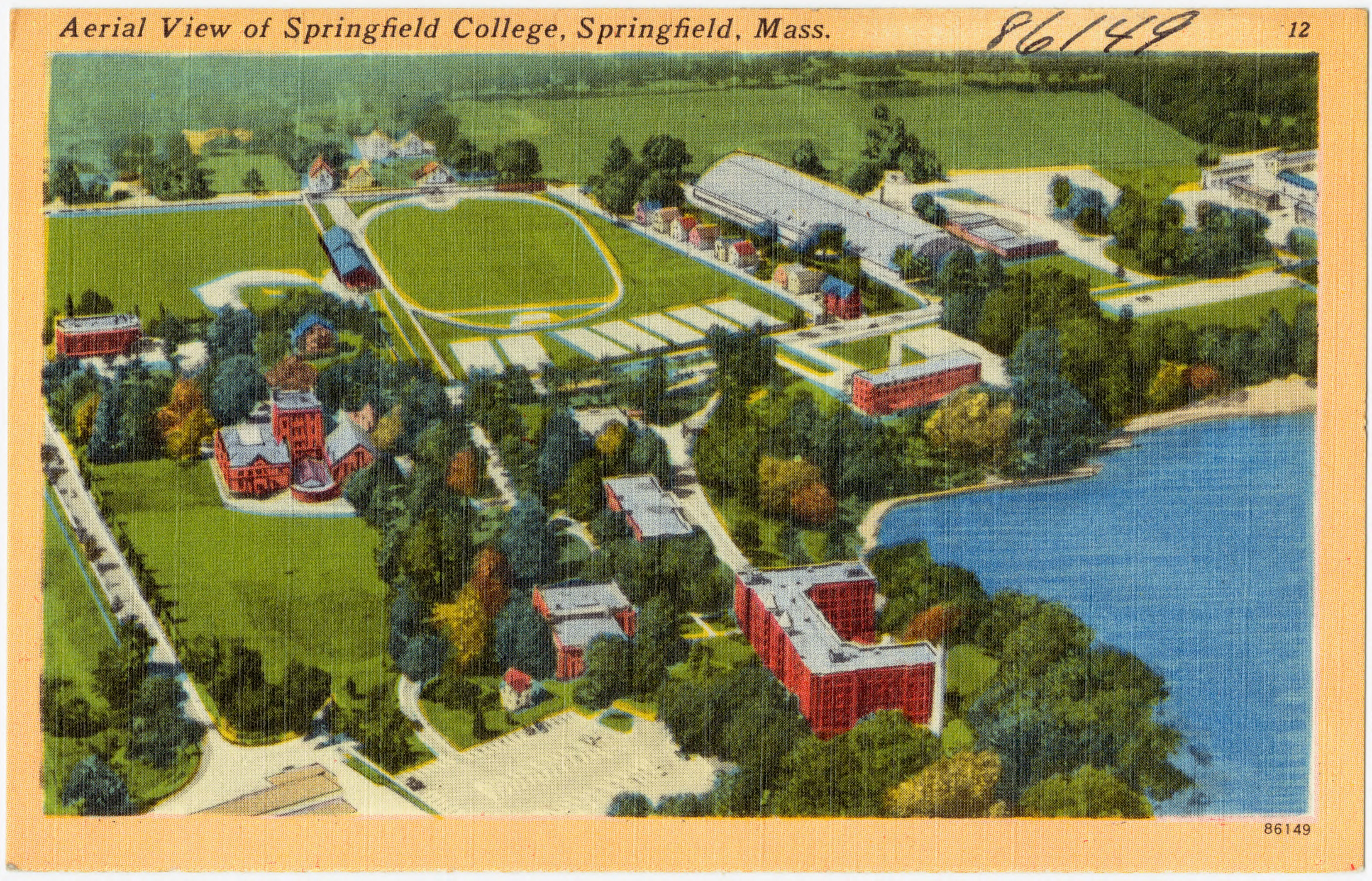
历史明信片:斯普林菲尔德学院的鸟瞰图。

（亦可音译为斯普林菲尔德学院），创建于1885年，是位于美国马萨诸塞州斯普林菲尔德的私立的男女同校学院。该校距市中心仅两哩，设立了本科生、研究生和博士学位。春田学院被称为篮球的发源地，这项运动是在1891年由加拿大研究生詹姆斯·奈史密斯发明。。
春田學院，是一所具有悠久历史的文理、体育综合性大学。在校学生约5,000余名，包括3,621名本科生与1,441名研究生。其球类运动（特别是篮球和排球）专业、运动医学和运动心理学，在美国乃至世界都享有很高的声誉。
学院的“人文主义”哲学要求对整个人的教育，包括精神、思想和身体上的领导，为他人服务。这象征着如三角形般的稳定。。

## 历史
该校成立于1885年，隶属于斯普林菲尔德基督教青年会。最初的专业旨在培养青年成为基督教青年会组织的一般秘书，参加为期两年的培训学习课程。
在1887年，该校新增一个教学实体部门，即体育教育。1890年，它与基督教工人学校分离，成为基督教青年会培训学校，并于1891年成为国际青年男子基督教协会培训学校。
1905年，这所学校拥有授予学位的资格。
1912年，它更名为“国际基督教青年会”，1954年，更名为斯普林菲尔德学院。
斯普林菲尔德学院自1885年成立以来已经历13位学院院长。
| 起止年份  | 姓名                |
| --------- | ------------------- |
| 1885–1891 | David Allen Reed    |
| 1891–1893 | Henry S. Lee        |
| 1893–1896 | Charles S. Barrows  |
| 1896–1936 | Laurence L. Doggett |
| 1937–1946 | Ernest M. Best      |
| 1946–1952 | Paul M. Limbert     |
| 1953–1957 | Donald C. Stone     |
| 1958–1965 | Glenn A. Olds       |
| 1965–1985 | Wilbert E. Locklin  |
| 1985–1992 | Frank S. Falcone    |
| 1992–1998 | Randolph W. Bromery |
| 1999–2013 | Richard B. Flynn    |
| 2013–     | Mary-Beth A. Cooper |

## 学者
斯普林菲尔德学院提供40多个专业的学士学位，各种不同领域的硕士学位，以及咨询心理学、物理治疗和体育教育的博士课程。学生与教师的比例是15：1。
学院分为五所分院:
艺术、科学分院和专业研究分院；健康、体育和娱乐分院；健康科学与康复学院；专业和继续进修学院；还有社会工作学院。
专业的和持续的研究学院提供了人类服务的学位课程，并在全国共有7个卫星校区，以及在马萨诸塞州Springfield的主学院校园。它的校园位于马萨诸塞州的波士顿。得克萨斯州休斯敦的;密尔沃基,威斯康星州;圣Johnsbury,佛蒙特州;佛罗里达州坦帕市;加州南部;斯普林菲尔德,麻萨诸塞州;和特拉华州威尔明顿。
1988年，人类服务项目来到了春田学院，当时他们是从南新罕布什尔大学(当时被称为新罕布什尔大学)获得的。
该学院是由新英格兰学校和学院协会认证的。

## 校园
斯普林菲尔德学院由位于马萨诸塞州斯普林菲尔德有一个主校区，另外有八个专业和继续教育学院，分别在波士顿、休斯敦、 密爾瓦基、聖約翰斯堡、 塔斯廷、坦帕、 和威明頓。
主校区占地100英亩（40公顷），包括10个宿舍楼，娱乐和健身设施，扩建和翻新的科学和学术设施，经过翻新的表演艺术中心，以及Richard B. Flynn Campus Union，这里有美食廣場、活动和休息室，以及大学书店。
斯普林菲尔德学院东校区占地82英亩（33公顷）的森林生态系统，距离主校区约1英里。这个位置提供乡村风格的会议和会议设施，以及户外研究和娱乐的空间。 东校区也是斯普林菲尔德学院儿童发展中心的所在地，该中心为社区教职员工，学生和家庭的儿童提供优质的早期教育服务。

## 另加
- 美国体育学院（英语：United States Sports Academy）：一所区域认证的专业运动机构，位于达芙妮,阿拉巴马州。它提供学士、硕士和博士学位课程以及证书课程。学院成立于1972年，为世界60多个国家提供体育项目。